# Taito 8080 Based
Taito 8080 Based es una placa de arcade creada por Taito destinada a los salones arcade.

## Descripción
El Taito 8080 Based fue lanzada por Taito en 1977.
Posee un procesador 8080 @ 2MHz. y un chip de sonido SN76477.
En esta placa funcionaron 27 títulos.

## Especificaciones técnicas
- Procesador: 8080 @ 2MHz.
- Audio: SN76477
- Video: resolución 256x224

## Lista de videojuegos
- Acrobat
- Astro Zone
- Ball Park
- Ball Park II
- Balloon Bomber
- Barricade
- Barricade II
- Black Beetles
- Blue Shark
- Galaxy Wars
- Hustle
- Indian Battle
- Kamikaze / Astro Invader
- Lunar Rescue / Galaxy Rescue
- Lupin III
- Ozma Wars
- Polaris
- Safari Rally
- Space Chaser
- Space Invaders
- Space Invaders (Colour)
- Space Invaders Part II
- Space Laser
- Steel Worker
- Strike Bowling
- Sub Hunter
- Vortex